# 胶山安黄氏
胶山安黄氏，又称胶山安氏、锡山安氏和无锡安氏，是江苏无锡世家望族之一。

## 简介
胶山安氏始祖为北宋名臣安焘（1034年－1108年）。元代安镇(现为安镇街道)即有安氏。元末明初，因胶山安氏与苏州黄氏一支合族，故称为“胶山安黄氏”。明朝中期，安氏以出版闻名，对中国古代出版事业有重要影响。明朝豪商巨贾安国、东林党领袖安希范、明末清初藏书家安绍芳、清朝早期诗人安璿、清朝中期文学家安吉、抗战时期海军勇士安其邦、近现代化工专家安君赞以及林学家安鑫南皆出自此家族。
明清两朝约四百余年时间里，安氏家族对中国古代江南地区的政治、经济、文化等领域都有深远的影响。明朝中后期，无锡安氏因其雄厚财力和强大的政治影响力，曾一度左右了明朝政局。后因清朝入关而逐渐退出中国古代政治舞台，但在经济和文化方面依然颇有建树。

## 堂号
- 天全堂
- 中和堂